# Troféu HQ Mix
Troféu HQ Mixはブラジルのコミックの賞である。 1989年にブラジルの漫画家協会のメンバーであるJoão Gualberto Costa（Gual）とJosé Alberto Lovetro（Jal）によって創設された。
「HQ」はHistória em Quadrinhos（ブラジルポルトガル語で「コミック」を意味する）の略語であり、「Mix」はショーの名前（TV Mix 4）に由来する。これは、GualとJalが1980年代に持っていた漫画に関するテレビ番組を指する。
トロフィーのデザインは毎年変わり、常にブラジルのコミックのキャラクターに敬意を表する。 投票は、地域のアーティストや専門家、編集者、研究者、ジャーナリストによって行われる。